# Bernardo II de Baden
Bernardo II de Baden (Baden-Baden, Alemania, 1428 o 1429 - Moncalieri, Italia, 15 de julio de 1458) era el segundo hijo del margrave Jacobo de Baden y su esposa, Catalina de Lorena. La fecha exacta de su nacimiento se desconoce. Fue beatificado por la iglesia católica en 1769.

## Vida
Bernardo II de Baden creció en una familia muy religiosa. Su padre, por ejemplo, fundó la abadía de Fremersberg y amplió la colegiata de Baden-Baden.
Bernardo II recibió una educación cuidadosa, que lo prepararía para su posterior papel como gobernante porque se pretendía que fuera margrave de Pforzheim, Eberstein, Besigheim y varios distritos en la parte septentrional del Margraviato.
Bernardo II estaba emparentado con la dinastía Habsburgo a través de su hermano mayor, Carlos I, quien se había casado con Catalina de Austria, una hermana del emperador Federico III. Esta relación debería dar a Bernardo acceso a la corte imperial. Pero, primero, ayudó a su tío Renato de Anjou en un conflicto armado en el norte de Italia. Según fuentes contemporáneas, luchó bravamente. Al morir su padre en 1453, regresó a Baden, donde estuvo de acuerdo con su hermano en abandonar su pretensión a parte del margraviato. En lugar de ello, se convirtió en enviado personal de Federico III, a pesar de su joven edad.
Bernardo II vivió numerosas situaciones desgraciadas e intentó aliviar la dureza y la pobreza allí donde la encontrase. Gastaba la mayor parte de sus ingresos asistiendo a los pobres y los necesitados. Incluso en vida, impresionó a sus contemporáneos por su inusual piedad.
Bajo presión, después de la caída de Constantinopla a manos de los turcos en 1453, la familia imperial Habsburgo comenzó a preparar una cruzada contra la expansión del Imperio otomano. Bernardo II fue enviado a las casas principescas europeas para promover este proyecto. Murió de peste durante una de estas visitas, el 15 de julio de 1458 en Moncalieri en el norte de Italia. Es reverenciado hasta el día de hoy por muchas personas de esta región.

## Legado

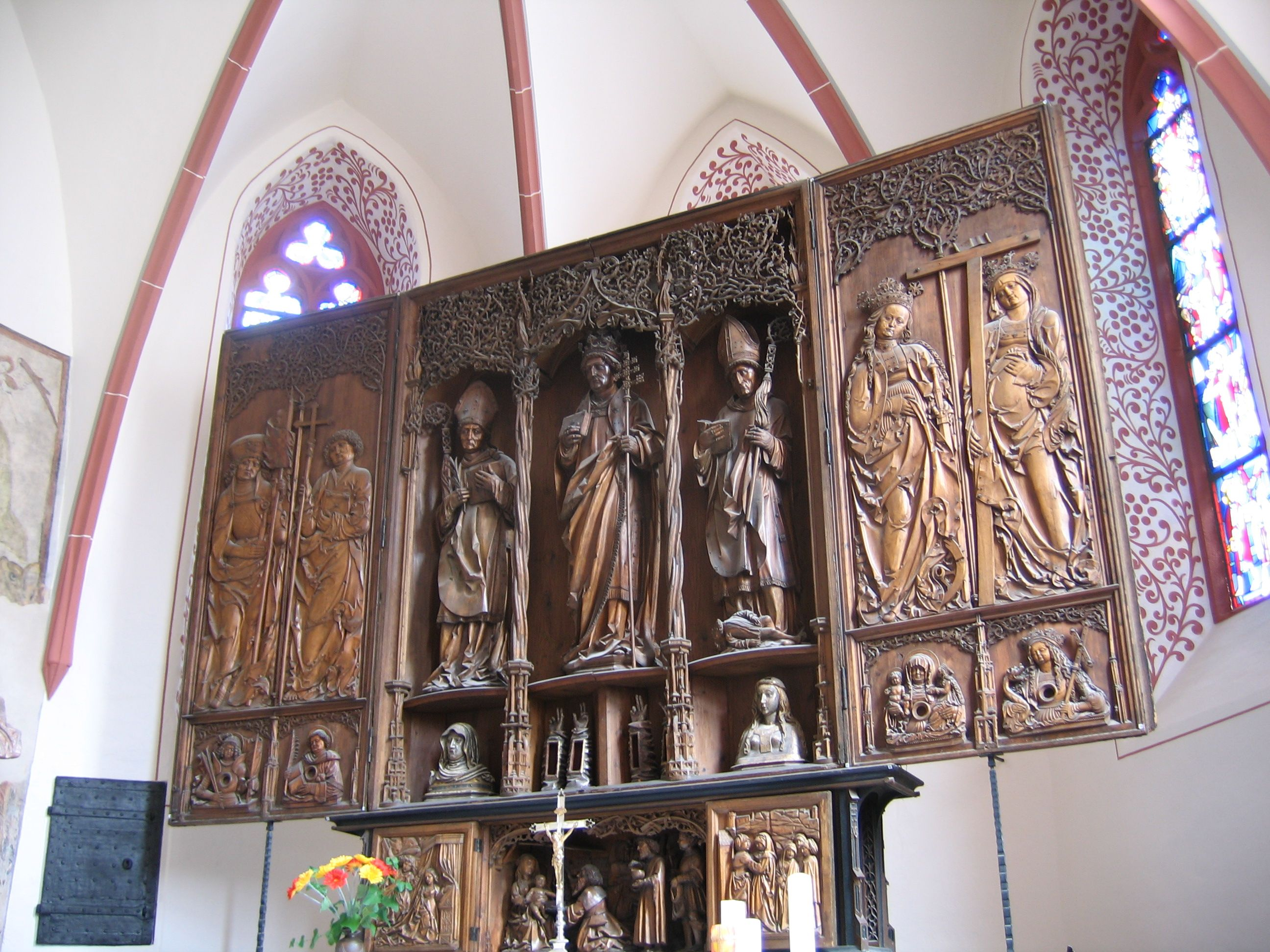
Altar en la iglesia de Babenhausen, donado por Sibila de Baden. Bernardo II de Baden está en el interior del ala izquierda.

Su tumba en la iglesia de Santa María en Moncalieri se convirtió rápidamente en lugar de peregrinación por parte de devotos cristianos. Creían que en su tumba se producían milagros. Fue beatificado en 1769. Con esta ocasión, el margrave Augusto Jorge Simpert mandó construir la fuente Bernhardus en Rastatt. Al parecer canonizar a Bernardo se consideraba demasiado caro.
Después de su beatificación, el margraviato de Baden-Baden católico lo eligió como su santo patrón y celebró este acontecimiento el 24 de julio de 1770; la archidiócesis de Friburgo aún lo reverencia hoy en día como su patrón. Se creyó que había ocurrido un milagro en Friburgo.  Su fiesta se celebra el 15 de julio.
Su bisnieta, Sibila de Baden, que se casó con el conde Felipe III de Hanau-Lichtenberg, ordenó levantar un altar en la iglesia de San Nicolás de Babenhausen, en donde se presenta a Bernardo en el interior del ala izquierda.
Aún hay quien pretende su canonización. El 16 de mayo de 2011, el arzobispo Robert Zollitsch de Friburgo publicó un llamamiento público en el diario oficial de su archidiócesis. La discusión pública empezó el 17 de junio de 2011. El 9 de noviembre de 2017, el papa Francisco lo declaró venerable como un nuevo paso para la canonización.